# That's So True
"That's So True" is een nummer van de Amerikaanse singer-songwriter Gracie Abrams. Het nummer werd op 6 november 2024 uitgebracht via Interscope Records als de eerste single van deluxe editie van haar tweede studioalbum, The Secret of Us (2024). Abrams schreef het nummer samen met Audrey Hobert, met wie zij regelmatig samenwerkte. De productie was in handen van Aaron Dessner en Julian Bunetta. "That's So True" bereikte de zesde plaats in de Billboard Hot 100. Buiten de Verenigde Staten stond "That's So True" bovenaan de hitlijsten in Australië, België, Canada, Ierland, Nieuw-Zeeland en het Verenigd Koninkrijk. Ook in Oostenrijk, Denemarken, Duitsland, Nederland, Noorwegen, Zweden en Zwitserland stond het in de top tien.

## Achtergrond en promotie
De releasedatum viel samen met de aftrap van Taylor Swifts laatste tourdata van haar The Eras Tour, waarbij Abrams altijd het voorprogramma verzorgt en "That's So True" als vierde nummer gezongen werd. Ze had het nummer eerder voor het eerst uitgevoerd tijdens haar eigen The Secret of Us Tour op 9 september in Los Angeles. 
Na vier weken in de Belgische hitlijsten wist het nummer de eerste plaats te halen in de Ultratop 50 Singles.

## Hitlijsten

#### Ultratop 50 Vlaanderen
| Positie: | 37 | 11 | 2  | 1  | 1  | 1  | 1  | 2  | 1  | 1  | 1  | 1  | 2  | 4  | 2  | 3  | 2  | 2  |
| Week:    | 19 | 20 | 21 | 22 | 23 | 24 | 25 | 26 | 27 | 28 | 29 | 30 | 31 | 32 | 33 | 34 | 35 | 36 |
| Positie: | 3  | 4  | 4  | 4  | 4  | 8  | 6  | 7  | 6  | 6  | 9  | 16 | 16 | 17 | 20 | 14 | 18 | 15 |
| Week:    | 37 | 38 | 39 | 40 | 41 |    |    |    |    |    |    |    |    |    |    |    |    |    |
| Positie: | 20 | 23 | 27 | 22 | 25 |    |    |    |    |    |    |    |    |    |    |    |    |    |